# Référendums au Pérou
Les référendums législatif, abrogatif et constitutionnel au niveau national sont possibles au Pérou à l'initiative de la population, du parlement ou du président, la constitution péruvienne offrant un cadre légal à cette forme de démocratie directe. Les référendums révocatoires sont également possibles au niveau municipal, où leur utilisation est très fréquente,,,.

## Fondements
L' article 31 de la constitution de 1993 établit que les citoyens sont de droit habilités à prendre part dans les affaires publiques par le biais d'initiatives ou de référendums en matière législative, ainsi que par l'exigence faite à leurs élus de leur rendre des comptes, voire de les révoquer,.
L'article 32 détaille les sujets pouvant être soumis à de telles initiatives, à savoir ceux relevant du domaine de la loi, des municipalités, du processus de décentralisation, ainsi qu'une révision totale ou partielle de la constitution.
Sont cependant exclus les projets portant sur une restriction des droits fondamentaux de l'individu, sur les domaines relatifs aux impôts et au budget, ainsi que sur les traités internationaux déjà en vigueur. L'article 206 impose par ailleurs aux révisions constitutionnelles un vote à la majorité absolue du total des membres du parlement pour que puisse être organisé un référendum. Ce dernier n'a cependant pas lieu si le parlement approuve la révision au deux tiers du total de ses membres lors de deux sessions successives.

## Référendums d'origine populaire
En accord avec la constitution, augmentée de la Ley de los Derechos de Participación y Control Ciudadanos, la population péruvienne peut mettre en place une initiative populaire et ainsi soumettre au parlement une proposition de loi ou de révision constitutionnelle.
Les signatures d'au moins 0,3 % des électeurs inscrits sur les listes électorales doivent pour cela être réunies. En 2018, un total de 24 373 821 électeurs étaient inscrits sur les listes, ce qui équivaut alors à un seuil d'un peu plus de 7 300 signatures. En pratique, le nombre de signatures à collecter est cependant plus élevé pour pallier le nombre variable de signatures invalides ou en double. Le parlement peut alors voter telle quelle la proposition, ou bien la modifier ou la rejeter. Dans ces deux derniers cas, en matière législative, la population peut contraindre le parlement à l'organisation d'un référendum sur la proposition initiale en réunissant les signatures d'au moins 10 % des inscrits, soit en 2018 un peu plus de 2 437 000 signatures, celles initialement réunies étant incluses au total.

### Restrictions
Sont exclus les projets portant sur une restriction des droits fondamentaux de l'individu, sur les domaines relatifs aux impôts et au budget, ainsi que sur les traités internationaux déjà en vigueur. Le parlement peut sursoir à l'organisation du référendum afin de l'organiser en même temps que des élections municipales, régionales ou nationales, ou au contraire jusqu'à quatre mois avant ou après l'un ou l'autre de ces scrutins. En cas de résultat valide et favorable, le parlement ne peut modifier la loi ou l'amendement qu'une fois passé un délai de deux ans, sauf via l'organisation d'un nouveau référendum, ou par un vote des deux tiers. En cas de résultat négatif ou invalide, une nouvelle initiative populaire ne peut être mise en œuvre sur le même sujet que passé un délai de deux ans.

### Conditions de validité
Le référendum est légalement contraignant. Il n'est cependant considéré comme valide qu'à la condition de recueillir la majorité absolue des suffrages exprimés ainsi qu'au moins 30 % des inscrits en faveur de la proposition, ce qui équivaut de fait à un quorum de participation de 60 % des inscrits.